# Dar ul-Ulum Haqqaniya
Le Dar ul-Ulum Haqqaniya (en ourdou : دار العلوم حقانیہ ; en arabe : دار العلوم حقانية) est un séminaire religieux islamique situé à Akora Khattak, dans la province du Khyber Pakhtunkhwa au Pakistan. Il est rattaché au courant deobandi de l'islam sunnite.
Il est surnommé l'« université du djihad » en raison des méthodes et du contenu de son enseignement et des activités islamistes de certains de ses anciens élèves.

## Historique
L'institution est fondée le 23 septembre 1947 par le Maulana Abdul Haq (en). À sa mort en 1988, son fils Sami ul-Haq (en) lui succède. Sami ul-Haq, dirigeant d'une des branches de la Jamiat Ulema-e-Islam, est assassiné en 2018 à l'âge de 80 ans. Son fils et successeur, Hamid Ul Haq Haqqani (en), est à son tour assassiné en 2025 dans un attentat-suicide faisant quatre morts au cours de la grande prière du séminaire. Le gouvernement taliban d'Afghanistan accuse l'État islamique au Khorassan.

## Anciens élèves
L'institution est connue pour avoir formé des islamistes et des dirigeants talibans, :
- Djalâlouddine Haqqani, dirigeant du réseau Haqqani[7] ;
- Assim Omar, dirigeant d'Al-Qaïda dans le sous-continent indien[8] ;
- Akhtar Mohammad Mansour, ancien dirigeant des talibans[9] ;
- Mollah Omar, ancien dirigeant des talibans, titulaire d'un doctorat honorifique[10].